# El club de los asesinos
El club de los asesinos (título original: The Assassination Bureau) es una película de 1969 dirigida por Basil Dearden y protagonizada por Oliver Reed, Diana Rigg y Telly Savalas que adapta la novela Asesinatos S.L. de Jack London.

## Sinopsis
En el Londres de 1908, una intrépida periodista se propone desmantelar una organización internacional de criminales. Aunque su propósito parece descabellado y muy peligroso, la situación cambia cuando el jefe de la banda se enamora de ella.

## Reparto
- Diana Rigg como Sonya Winter
- Oliver Reed como Ivan Dragomiloff, presidente del club
- Telly Savalas como Lord Bostwick vicepresidente del club
- Curd Jürgens como General von Pinck, el miembro alemán del club
- Philippe Noiret como Monsieur Lucoville, el miembro francés del club
- Warren Mitchell como Herr Weiss, el miembro suizo del club
- Kenneth Griffith como Popescu, el miembro rumano del club
- Clive Revill como Cesare Spado, el miembro italiano del club
- Annabella Incontrera como Eleanora Spado